# 서울호서직업전문학교
서울호서직업전문학교는 1993년 설립된 대한민국의 직업전문학교이다. 서울특별시 강서구 강서로 420에 위치한 2, 3년제 종합 직업전문학교이며, 수능/내신 미반영 100%면접으로 선발한다. 

## 연혁
- 1993년 1월 : 호서정보전산교육원 설립
- 1998년 2월 : 학점은행제 시범운영 기관 선정
- 2003년 9월 : 서울호서직업전문학교로 개편
- 2012년 11월 : 전문학교 최초 우수교육기관 선정

## 교육편제
2025년 기준 서울호서직업전문학교의 교육 과정 일람이다.
- 공간건축디자인계열
- 호텔조리계열
- 호텔제과제빵계열
- 호텔식음료서비스계열
- 게임계열
- 웹툰애니메이션계열
- 뷰티아트계열
- 반려동물계열
- 동물보건계열